# Riserva naturale integrale Macalube di Aragona
La Riserva naturale integrale delle Macalube di Aragona è un'area naturale protetta della Sicilia situata 4 km a sudovest del paese di Aragona, in provincia di Agrigento, che comprende un vasto territorio argilloso caratterizzato dalla presenza di fenomeni eruttivi.
Il nome Macalube (secondo alcune versioni Maccalube) deriva dall'arabo maqlub (مقلوب) che significa "ribaltamento".
A seguito della morte di due bambini per un'esplosione di fango nel 2014, il territorio della riserva è stato chiuso al pubblico.

## Storia e leggenda
L'Occhiu di Macalubi (appellativo locale della zona) ha da sempre esercitato un grosso fascino sulla popolazione locale e sui viaggiatori stranieri.
Le più antiche descrizioni dell'area si debbono a Platone, Aristotele, Diodoro Siculo e Plinio il Vecchio. In epoca romana il fango sgorgante dal terreno veniva utilizzato per cure reumatiche e trattamenti di bellezza.
Nel corso dei secoli il luogo ha ispirato numerose leggende: secondo una di queste, i fenomeni eruttivi dell'area sarebbero iniziati nel 1087, a seguito di una sanguinosa battaglia tra Arabi e Normanni: il liquido grigiastro sospinto dall'attività eruttiva fu così ribattezzato sangu di li Saracini (sangue dei Saraceni).
Un'altra leggenda vuole che un tempo nell'area sorgesse una città, e che un giorno, a causa di un'offesa fatta alla divinità locale, la città fosse stata sprofondata nelle viscere della terra.
Guy de Maupassant, giunto nel sito nel 1885 durante una tappa di uno dei suoi viaggi, descrisse i vulcanelli di fango come "pustole di una terribile malattia della natura".

## Territorio
L'area della riserva è caratterizzata da terreni prevalentemente argillosi, solcati da corsi d'acqua effimeri, alimentati da precipitazioni stagionali. L'area di maggiore interesse è la collina dei Vulcanelli, un'area brulla, di colore dal biancastro al grigio scuro, popolata da una serie di vulcanelli di fango, alti intorno al metro.

### Aspetti geologici

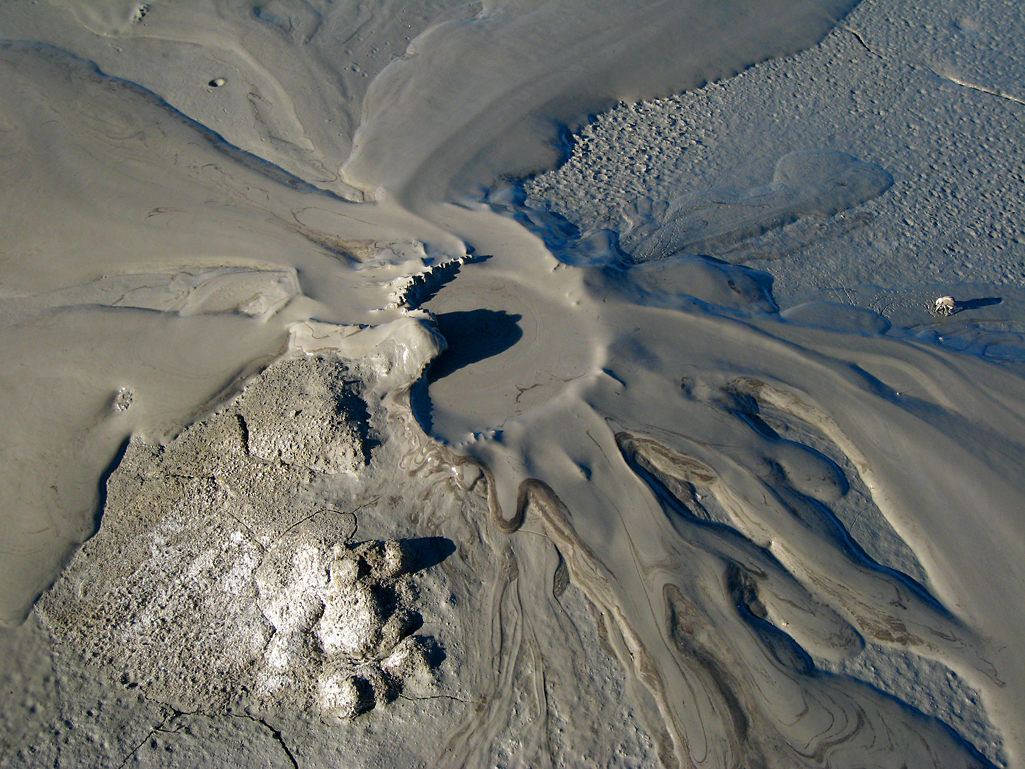
Dettaglio di vulcanello di fango

### Flora
La vegetazione spontanea è costituita da specie adattatesi a vivere in un habitat di prateria mediterranea caratterizzato da una elevata salinità e dalla scarsa piovosità.
La riserva ospita un contingente di specie endemiche considerevole in relazione alla sua limitata estensione, fra cui: l'Aster sorrentinii, (specie tutelata dalle direttive comunitarie); l'Allium agrigentinum, la Salsola agrigentina, il Lygeum spartum e la Malva agrigentina.
In primavera si può osservare la fioritura, accanto alle specie più comuni, di numerose specie di orchidee (18 specie differenti tra cui Ophrys bertolonii, Ophrys bombyliflora, Ophrys lutea, Ophrys tenthredinifera).

### Fauna
Nella stagione delle piogge la formazione di piccoli stagni favorisce la riproduzione di anfibi (Discoglossus pictus, Rana esculenta) e la presenza di un'abbondante popolazione di rettili.
La Riserva è inoltre territorio di caccia di alcune specie di rapaci (Circus aeruginosus, Falco tinnunculus) e zona di sosta per gli uccelli durante i periodi di migrazione.

## Eventi di particolare intensità
Il 27 settembre 2014 un vulcanello della riserva naturale ha eruttato, sollevando il fango fino a circa 20 m dal suolo e provocando il seppellimento sotto la melma di un adulto e due bambini e provocando la morte di questi ultimi. L'evento è stato rilevato dalla vicina stazione sismica denominata FAVR, nel comune di Favara, appartenente alla Rete Sismica Nazionale dell'INGV.
La procura di Agrigento ha aperto una inchiesta ed ha fatto transennare l'area; il presidente della Regione Siciliana, Rosario Crocetta, ne ha ordinato la temporanea chiusura.
Secondo Legambiente, responsabile della gestione del sito:
Inoltre, secondo il responsabile locale della stessa Legambiente, questi fenomeni sarebbero preceduti solitamente da un rigonfiamento del terreno, che non è stato rilevato durante un controllo del sito effettuato venti minuti prima dell'eruzione.

## Altre aree
Le maccalube sono presenti anche nel territorio di Caltanissetta, in contrada Terrapelata; territorio che proprio da esse prende il nome (terra pelata o brulla). La zona interessata da questo fenomeno di vulcanismo di tipo sedimentario, si trova nelle immediate vicinanze della Riserva naturale orientata Monte Capodarso e Valle dell'Imera Meridionale proprio in mezzo alle famose miniere di zolfo di Caltanissetta.
Nel caso delle maccalube di Terrapelata prevale la componente gassosa con oltre il 95% di metano, venendo meno la presenza di acqua salmastra e fango, rintracciabili in quantità trascurabili.

## Progetto Life Natura
L'area protetta ricade nell'omonimo Sito di Importanza Comunitaria (Codice ITA040008) proprio in ragione della presenza di habitat prioritari, di specie vegetali di elevato interesse biogeografico e/o conservazionistico e di un numero significativo di emergenze faunistiche.
Su tali presupposti nel settembre del 2004 la Commissione europea ha esitato positivamente il Progetto LIFE Natura “Conservazione degli habitat delle Macalube di Aragona”, proposto dalla Provincia Regionale di Agrigento e che vede quali partner l'Ente Gestore della Riserva Legambiente ed il Comune di Aragona.
Obiettivo del progetto – che interessa una superficie di 93 ha ricadenti all'interno del SIC ed è in sostanza coincidente con la zona A di tutela integrale della Riserva – è la protezione e diffusione degli habitat di maggiore interesse conservazionistico presenti (prati salati mediterranei, percorsi substeppici di graminacee e piante annue, stagni temporanei mediterranei) e la rimozione di fattori di degrado conseguenti alle attività agricole condotte nel passato.
Il principale risultato atteso alla fine del progetto è il miglioramento dello stato di conservazione e la diffusione delle specie e degli habitat prioritari presenti nel SIC, anche attraverso il coinvolgimento degli operatori agricoli e della comunità locale nelle attività di gestione, al fine di aumentare il consenso verso le politiche di conservazione della natura.